# 東洋劇場 (ソウル特別市)
東洋劇場（とうようげきじょう、朝鮮語: 동양극장、トンヤンクッチャン）は、かつて存在した大韓民国の映画館・劇場である。1935年（昭和10年）11月1日、日本統治時代の朝鮮の京城府竹添町（現在の大韓民国ソウル特別市中区忠正路）に新派劇専用の劇場として、洪淳彦・裵亀子夫妻の手によって開館する。1940年（昭和15年）前後は常設映画館に業態を変え、第二次世界大戦後は、芝居小屋として使用されたが、大韓民国成立後に映画館として使用された。1976年（昭和51年）には閉館、建物も1990年（平成2年）には解体された。KBS第2テレビジョンのテレビドラマ『東洋劇場』（2001年）で知られ、韓国演劇史上、重要な劇場とされる。

## 沿革
- 1935年11月1日 - 芝居小屋として開館[1]
- 1940年前後 - 常設映画館に業態変更[3]、その後は芝居小屋に戻る[4]
- 1950年前後 - 映画館に業態変更[1]
- 1976年2月 - 閉館[1]

## データ

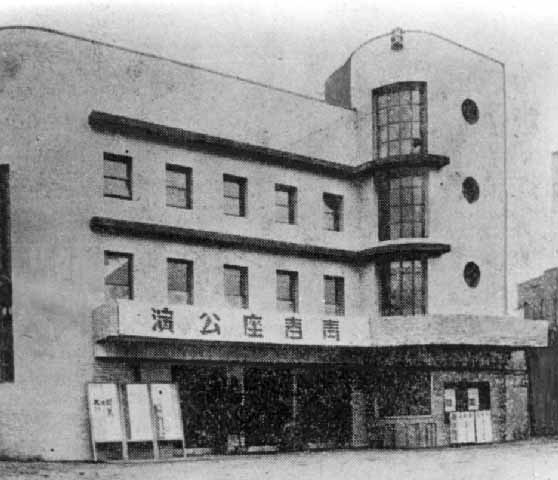
1930年代後半の同館。青春座が公演している。

- 所在地 : 朝鮮京城府竹添町1丁目62番地
  - 現在[いつ?]の大韓民国ソウル特別市中区忠正路（朝鮮語版）1街62番地 文化日報ビルの位置[1][5]

北緯37度34分2秒 東経126度58分7秒 / 北緯37.56722度 東経126.96861度
- 経営 : 
  1. 洪淳彦 （1935年 - 1937年[1]）
  2. 崔獨鵑 （1937年 - 1940年前後）
  3. 金田泰潤 [3]（金泰潤、1940年前後 - ）
- 構造 : 鉄筋コンクリート造四階建
- 観客定員数 : 648名（1935年[1]）

## 概要

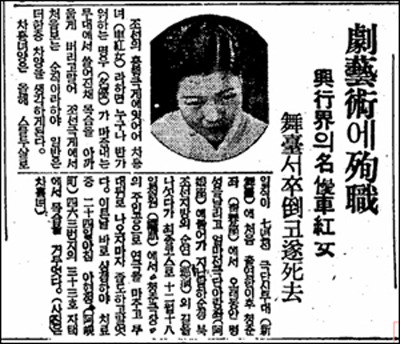
車紅女の急死を報じる記事（1940年12月24日付）。

### 日本統治の時代
1935年（昭和10年）10月、日本が統治する朝鮮の京城府竹添町1丁目62番地（現在の大韓民国ソウル特別市中区忠正路1街62番地）に洪淳彦（1905年 - 1937年）・裵亀子（1905年 - 2003年）夫妻の手により竣工、同年11月1日に開館した。裵亀子は舞踏家であり、洪淳彦は平壌府（現：朝鮮民主主義人民共和国平壌直轄市）出身の実業家である。支配人には専属作家でもある崔獨鵑（本名・崔象徳、1901年 - 1970年）が就任した。同館開館とともに、「青春座」を設立している。
ただし1936年（昭和11年）に発行された『朝鮮及滿洲に活躍する岡山縣人』によれば、同館は京城劇場（のちのソウル劇場、本町3丁目94番地、現在の忠武路3街94番地）とともに、分島周次郞が経営したと記されている。同年10月25日には、同館支配人の崔獨鵑が脚本を執筆した『迷夢』（監督梁柱南、主演李錦龍）を分島周次郞が経営する京城撮影所が製作し、同館および團成社で封切っている。同作の上映用フィルムプリント等は、のちに2006年（平成18年）に中国で発見され、現存する最古のものとして、韓国の文化財庁第342号に登録された。
同館の劇場・劇団経営の画期的とされる点は、所属俳優に対して固定月給制を採用したことであり、この制度により俳優は生活を気にせず演劇に専念することが可能になった。同館を拠点とした劇団に、「青春座」「豪華船」「東劇座」「喜劇座」があり、同館のみならず、地方巡業も行った。「青春座」、および1938年（昭和13年）創立の「豪華船」は二大劇団として知られた。演劇本位の経営を行った洪淳彦は、1937年（昭和12年）1月19日、妻の日本公演に同行し、東京で客死している。洪の没後は、支配人であった崔獨鵑が代表に就任し、同館の経営を行った。
「青春座」の代表作は『愛にだまされ金に泣き』（監督李明雨）であり、同館は1939年（昭和14年）、高麗映画協会と提携してこれを映画化し、同年3月17日、京城府民館で公開し、10,000人を動員した記録が残っている。同作に主演したのが、「青春座」のスター女優車紅女（1919年 - 1940年）であった。1940年（昭和15年）12月24日には、女優の車紅女が巡業中の舞台で倒れ、急死するという事件が起きている。所属俳優たちは崔獨鵑の経営に反発、大挙して同館を脱退しており、車紅女もそのひとりであったが、この前後の時期に映画館に業態を変更している。
1941年（昭和16年）3月に発行された『演劇特輯號』誌によれば、同館内に「青春座」「豪華船」の両劇団の事務所を置いており、団員数はいずれも23名、代表者はいずれも金泰潤が務めている。1942年（昭和17年）に発行された『映画年鑑 昭和十七年版』によれば、同館の経営者は金田泰潤（金泰潤）、支配人も金田が兼務、観客定員数については記されていない。第二次世界大戦が始まり、戦時統制が敷かれ、日本におけるすべての映画が同年2月1日に設立された社団法人映画配給社の配給になり、映画館の経営母体にかかわらずすべての映画館が紅系・白系の2系統に組み入れられるが、同資料には同館の興行系統については記述されていない。同年9月20日には、同館の「革新開館3週年紀念公演」と銘打ち、「青春座」が『傳説春香傳』（脚色金健、演出朴珍）を上演している。当時は「青春座」のほか「劇団星群」も同館に事務所を置いていた。1943年（昭和18年）に発行された『映画年鑑 昭和十八年版』には、同館が常設映画館として掲載されていない。

### 解放後の時代

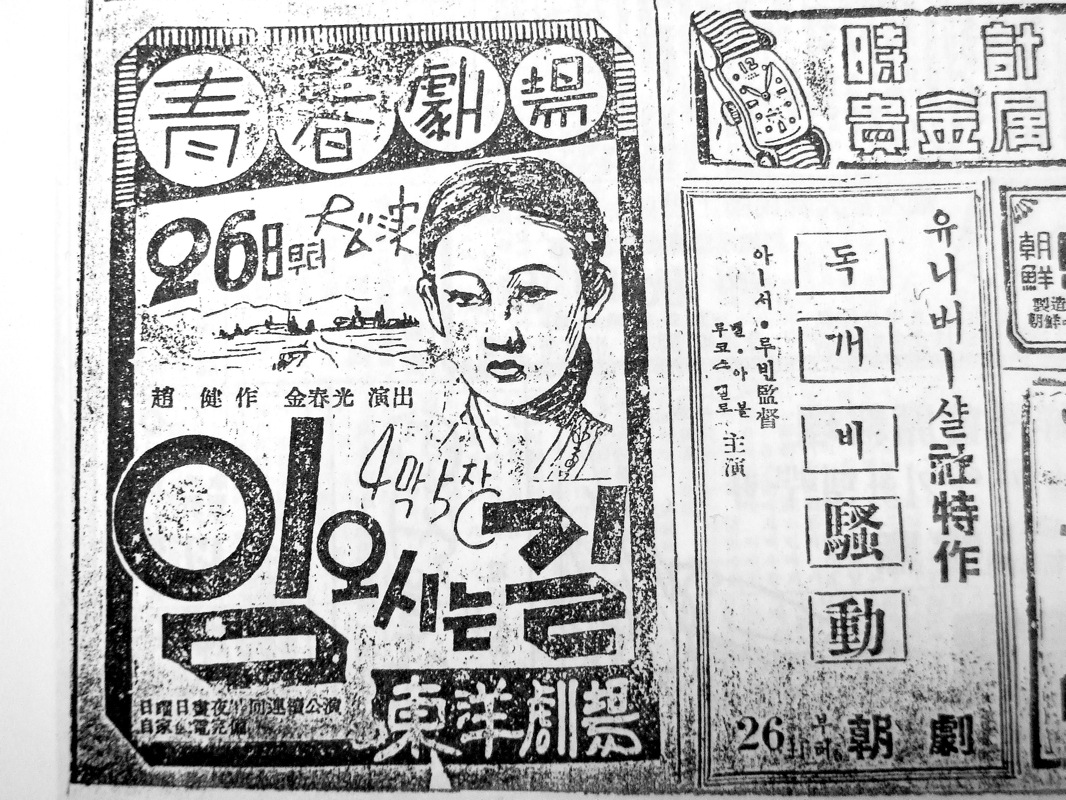
趙健の戯曲を金春光が演出し、上演している（1948年12月26日）。

1945年（昭和20年）8月15日、第二次世界大戦が終了し、同年9月8日から1948年（昭和23年）8月15日に大韓民国が建国されるまでの間は、在朝鮮アメリカ陸軍司令部軍政庁がこの地域を統治した。終戦直後の時点での同館の館主は金田泰潤であった。大韓民国が成立した年の12月26日から、同館で趙健の戯曲を金春光が演出した『恋しい人が通る道』（朝鮮語: 임오시는길）を上演した新聞広告が残っている（右写真）。
1950年（昭和25年）前後の時期に、映画館に業態変更している。同館では韓国映画を中心に上映しており、1969年（昭和44年）11月8日には、『黒山島娘』（朝鮮語: 흑산도 아가씨、監督權赫進、主演尹静姫）をオスカー劇場（大邱広域市）、韓一劇場（同）、南大門劇場（ソウル特別市）、永寶劇場（同）と同時に、同館でも封切り上映を行っている。1976年（昭和51年）2月に閉館した。現代グループが同館を買収したが、1990年（平成2年）にこれを解体、演劇人の間に抗議の声が起こった。
跡地については、1991年（平成3年）3月25日、文化日報が同地の建築許可を得て再開発を開始、1994年（平成6年）9月20日、同社が新ビルディングに入居し現在に至る。同地には「東洋劇場址」の石碑が2003年（平成15年）に建てられた。2001年（平成13年）6月9日 - 9月9日には、KBS第2テレビジョンが1930年代の同館を舞台にしたテレビドラマ『東洋劇場』を製作・放映、同作の日本語版は2010年（平成22年）9月26日からKBSワールドが放映した。

## ギャラリー

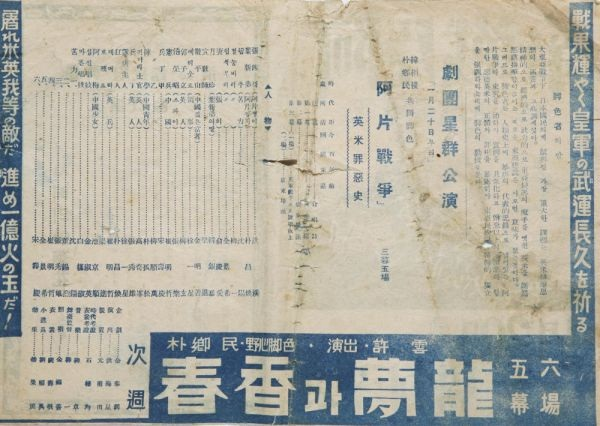
「劇団星群」の『阿片戦争』のフライヤー（1942年1月20日）。
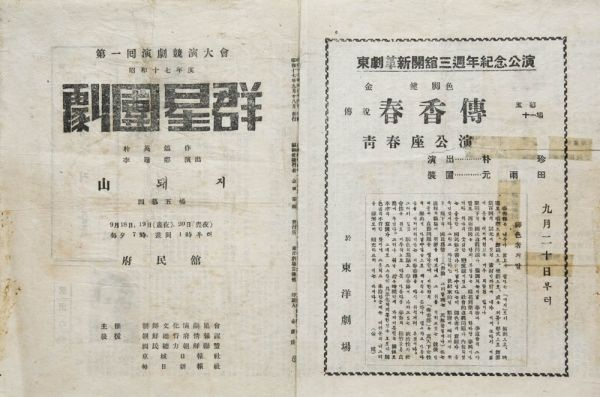
「劇団星群」の『山風』（京城府民館、1942年9月18日）、「青春座」の『春香傳』（同年9月20日）のプログラム。
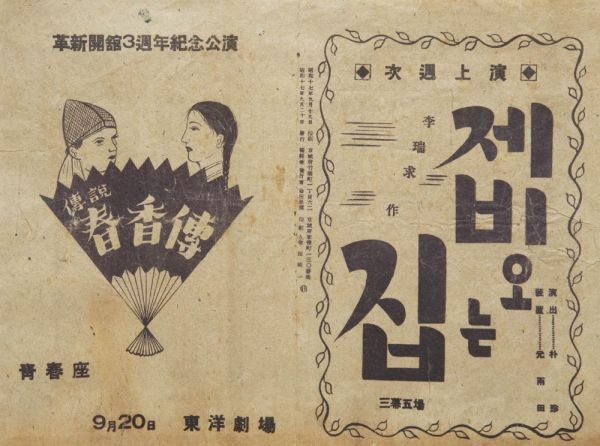
「青春座」の『春香傳』（1942年9月20日）のプログラム。
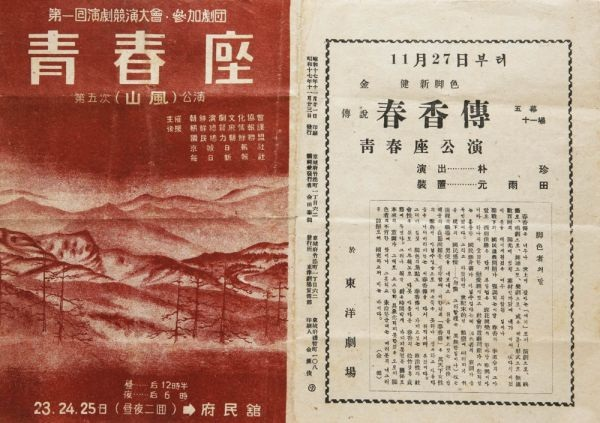
「青春座」の『山風』（京城府民館、1942年11月27日）のプログラム。